# Перший корпус УГА
Перший корпус (I Корпус) — військове формування Української Галицької Армії у 1919-1920 роках.
Команда (штаб) була розташована в Кам'янці-Струмиловій, відповідав Львівській військово-територіальній області.

## Історія
Утворений 19 лютого 1919 року із групи «Північ».
10 січня 1920 року 1-й корпус УГА прибув на радянський фронт до району Білоусівка — Бур'яни; 16 січня вимаршував до району Жабокрич — Торканівка — Гонорівка.
По заявленому створенню ЧУГА на 10 лютого корпус займав позиції в районі Чечельника, по лінії Черноміна — Гонорівки — станції Попелюхи, в районі Тимкова — Слободзея — станція Слобідка, в районі Балти.
У середині березня 1920 у Чечельнику сформовано 2-гу галицьку бригаду на базі частини І корпусу, командиром призначено О. Лисняка; з 22 березня — Ю. Головінського, начальником штабу О. Луцького. Налічувала понад 4 тисячі стрільців і старшин, підпорядковувалась 45-й стрілецькій дивізії Йони Якіра.

## Структура
До складу Першого корпусу входили:
- 5-та Сокальська бригада (група «Північ») (команданти: Осип Демчук, Василь Захаріїн, Петро Петрик, Володимир Коссар, Микола Аркас)
  - I курінь
  - II курінь
  - III курінь
  - 5-й гарматний полк
  - кінна сотня
- 6-та Равська бригада (група «Рава-Руська») (командант: Юліан Головінський)
  - I курінь
  - II курінь
  - III курінь
  - 6-й гарматний полк
  - кінна сотня
- 9-та Белзька бригада (команданти: Володимир Стафіняк, Богуслав Шашкевич, Осип Фещур, Петро Газдайка)
  - I курінь
  - II курінь
  - III курінь
  - Гуцульський курінь (з травня 1919)
  - 9-й гарматний полк
- 10-та Янівська бригада (група «Північ», загін ім. Гонти) (команданти: Андрій Долуд, Михайло Климкевич, Франц Кондрацький, Іван Чайка, Михайло Дацків)
  - I курінь
  - II курінь
  - III курінь
  - IV курінь
  - 10-й гарматний полк
  - саперська сотня
- Полтавська бригада (націонал-комуністів) (О. П'ятенко)[2]
- Бронепотяг «Ч.212» (до травня 1919) (командир: Батека)
- Жидівський пробойовий курінь (червень-липень 1919) (поручник Соломон Ляйнберг)

Під час Чортківської офензиви в оперативному підпорядкуванні Першого корпусу перебували також 18-та Тернопільська та 21-ша Збаразька бригади.
Керівник польової лічниці 1-го галицького корпусу в місті Бар та Вінниці в липні 1919. У вересні 1919 створений польовий госпіталь УГА №1 — комендант доктор сотник Білозор Володимир, лікарі доктор Микола Терлецький та санітарні чотарі Роман Мотлюк і Марія Гіжовська — на базі об'єднання лікарняних установ з Радехова і Камінки Струмилової.
Польовим духівником був Іван Лебедович.

## Командування
Команданти:
- Віктор Курманович
- Осип Микитка
- Альфред Шаманек
- Омелян Лесняк
- Юліан Головінський

Начальники штабу:
- Богдан Гнатевич
- Рудольф Вурмбранд
- Вільгельм Зеєгорш
- Йоганн Куніш
- Фердинанд Льонер
- Ерле Альфонс
- Ганс Кох